# Кит, Тоби
Тоби Кит (Кейт) (англ. Toby Keith; 8 июля 1961 — 5 февраля 2024) — американский исполнитель кантри-музыки, один из самых популярных в 2000—2010 годах в своём стиле. Он записал более 20 альбомов, многие из которых сертифицированы как золотые и платиновые по данным RIAA, а четыре альбома возглавляли национальный хит-парад Billboard 200. Также он является автором более 40 синглов, вошедших в Top 10 списка Hot Country Songs журнала Billboard, из которых 20 возглавляли этот кантри-чарт.
13 января 2021 года президент Дональд Трамп наградил певца Национальной медалью США в области искусств. В 2024 году артист был посвящён в Зал славы кантри.

## Биография
Родился 8 июля 1961 года в Clinton (штат Оклахома), родители — Carolyn Joan (née Ross) и Hubert K. Covel Jr. У него есть брат Тони и сестра Трейси. Их семья жила в Fort Smith, Arkansas, где Тоби несколько лет учился в средней школе, а затем переехали в Moore (пригород Oklahoma City).
24 марта 1984 года женился на Tricia Lucus. У них трое детей: две дочери Shelley (род. 1980, Тоби удочерил её в 1984) и Krystal (род. 1985), сын Stelen (род. 1997) и внучка (род. 2008; мать — Shelley). 24 марта 2001 отец Тоби (H.K. Covel) погиб в автокатастрофе. В 2007 году их семья получила компенсацию (более 2 млн.долл.) от виновников трагедии.
Играть на гитаре Тоби начал в 8 лет под влиянием музыкантов, игравших в клубе его бабушки. Подрабатывал на родео, у местных нефтяников, благодаря мощной фигуре (1,91 м) он два года играл в американский футбол в фарм-клубе Оклахомы Oklahoma City Drillers, исполнял музыку в местных барах вместе со своей кантри-группой Easy Money.
В 1990-е годы Тоби ездил в Нэшвилл, пытался заключить там контракт, чтобы начать свою музыкальную карьеру. Но никто не заинтересовался им и он вернулся домой.
К счастью для Тоби, стюардесса и его фанатка передала кассету с записями кумира Гарольду Шедду, руководителю лейбла Mercury Records, в то время когда тот летел с ней в одном самолёте. Шедд получил такое наслаждение от услышанного, что решил увидеть живое исполнение. В итоге контракт был заключен, первый же альбом, вышедший в 1993 году стал платиновым, а дебютный его сингл «Should’ve Been a Cowboy» (1993) стал № 1 в кантри-чарте.
Начиная с 2002 года Тоби совершил несколько поездок в горячие точки на Ближнем Востоке, где давал концерты для американских солдат. «Мой отец был солдатом. Он учил своих детей уважать ветеранов». В 2004 году, говоря о своих политических пристрастиях, Тоби назвал себя «консервативным демократом…»: «a conservative Democrat who is sometimes embarrassed for his party». При этом он поддержал переизбрание республиканца Джорджа Буша-младшего в том же году. В 2008 году, покинув ряды Демократической партии, он положительно отзывался о противостоящих кандидатах — Бараке Обаме и Джоне Маккейне с Сарой Пэйлин.

### Диагноз рака и смерть
В июне 2022 года Кит объявил, что в конце предыдущего года у него был диагностирован рак желудка, и в течение последних шести месяцев он проходил химиотерапию, облучение и операцию. Кит сказал, что его борьба с раком была «довольно изнурительной» в пресс-релизе в декабре 2022 года.
Кит умер во сне в Оклахоме 5 февраля 2024 года в возрасте 62 лет.

## Дискография

### Студийные альбомы

#### 1990-е
| Название                                | Детали (дата релиза и лейбл)                  | Высшая позиция | Высшая позиция | Высшая позиция | Сертификация               |
| Название                                | Детали (дата релиза и лейбл)                  | US Country     | US             | CAN Country    | Сертификация               |
| --------------------------------------- | --------------------------------------------- | -------------- | -------------- | -------------- | -------------------------- |
| Toby Keith                              | - 20 апреля 1993 - PolyGram/Mercury Records   | 17             | 99             | —              | - US: Platinum - CAN: Gold |
| Boomtown                                | - 27 сентября 1994 - PolyGram/Polydor Records | 8              | 46             | 5              | - US: Platinum             |
| Blue Moon                               | - 16 апреля 1996 - Polydor/A&M Records        | 6              | 51             | —              | - US: Platinum             |
| Dream Walkin'                           | - 24 июня 1997 - Mercury Nashville            | 8              | 107            | —              | - US: Gold                 |
| How Do You Like Me Now?!                | - 2 ноября 1999 - DreamWorks Nashville        | 9              | 56             | 8              | - US: Platinum             |
| Прочерк «—» означает отсутствие в чарте |                                               |                |                |                |                            |

#### 2000-е
| Название                                | Детали (дата релиза и лейбл)            | Высшая позиция | Высшая позиция | Высшая позиция | Высшая позиция | Сертификация                      |
| Название                                | Детали (дата релиза и лейбл)            | US Country     | US             | CAN            | NOR            | Сертификация                      |
| --------------------------------------- | --------------------------------------- | -------------- | -------------- | -------------- | -------------- | --------------------------------- |
| Pull My Chain                           | - 28 апреля 2001 - DreamWorks Nashville | 1              | 9              | 47             | —              | - US: 2× Platinum - CAN: Gold     |
| Unleashed                               | - 6 апреля 2002 - DreamWorks Nashville  | 1              | 1              | 24             | —              | - US: 4× Platinum - CAN: Platinum |
| Shock’n Y’all                           | - 4 ноября 2003 - DreamWorks Nashville  | 1              | 1              | 12             | —              | - US: 4× Platinum - CAN: Platinum |
| Honkytonk University                    | - 17 мая 2005 - DreamWorks Nashville    | 1              | 2              | 16             | —              | - US: Platinum - CAN: Gold        |
| White Trash with Money                  | - 11 апреля 2006 - Show Dog Nashville   | 2              | 2              | 11             | —              | - US: Platinum                    |
| Big Dog Daddy                           | - 12 июня 2007 - Show Dog Nashville     | 1              | 1              | 18             | —              | - US: Gold                        |
| That Don’t Make Me a Bad Guy            | - 28 октября 2008 - Show Dog Nashville  | 1              | 5              | 26             | 2              | - US: Gold                        |
| American Ride                           | - 6 октября 2009 - Show Dog Nashville   | 1              | 3              | 48             | 8              |                                   |
| Прочерк «—» означает отсутствие в чарте |                                         |                |                |                |                |                                   |

#### 2010-е
| Название           | Детали (дата релиза и лейбл)                 | Высшая позиция | Высшая позиция | Высшая позиция |
| Название           | Детали (дата релиза и лейбл)                 | US Country     | US             | CAN            |
| ------------------ | -------------------------------------------- | -------------- | -------------- | -------------- |
| Bullets in the Gun | - 5 октября 2010 - Show Dog-Universal Music  | 1              | 1              | 23             |
| Clancy’s Tavern    | - 25 октября 2011 - Show Dog-Universal Music | 1              | 5              | -              |
| Hope on the Rocks  | - 30 октября 2012 - Show Dog-Universal Music | 3              | 6              | -              |
| Drinks After Work  | - 29 октября 2013 - Show Dog-Universal Music | 3              | 7              | -              |
| 35 MPH Town        | - 9 октября 2015 - Show Dog-Universal Music  | 2              | 14             | 43             |
| Peso in My Pocket  | - 15 октября 2021 - Show Dog-Universal Music | 25             |                |                |

### Сборники
- Greatest Hits Volume One (1998)
- 20th Century Masters: The Millennium Collection (2003)
- Greatest Hits 2 (2004)
- 35 Biggest Hits (2008)
- The Bus Songs (2017)
- Greatest Hits: The Show Dog Years (2019)

### Синглы

#### 1990-е
| Год                                     | Сингл                                           | Высшая позиция в чарте | Высшая позиция в чарте | Высшая позиция в чарте | Альбом                   |
| Год                                     | Сингл                                           | US Country             | US                     | CAN Country            | Альбом                   |
| --------------------------------------- | ----------------------------------------------- | ---------------------- | ---------------------- | ---------------------- | ------------------------ |
| 1993                                    | «Should've Been a Cowboy»                       | 1                      | 93                     | 1                      | Toby Keith               |
| 1993                                    | «He Ain't Worth Missing»                        | 5                      | 107                    | 11                     | Toby Keith               |
| 1993                                    | «A Little Less Talk and a Lot More Action»      | 2                      | —                      | 25                     | Toby Keith               |
| 1994                                    | «Wish I Didn't Know Now»                        | 2                      | —                      | 17                     | Toby Keith               |
| 1994                                    | «Who's That Man»                                | 1                      | 102                    | 1                      | Boomtown                 |
| 1994                                    | «Upstairs Downtown»                             | 10                     | —                      | 10                     | Boomtown                 |
| 1995                                    | «You Ain't Much Fun»                            | 2                      | —                      | 3                      | Boomtown                 |
| 1995                                    | «Big Ol' Truck»                                 | 15                     | —                      | 10                     | Boomtown                 |
| 1996                                    | «Does That Blue Moon Ever Shine on You»         | 2                      | 112                    | 9                      | Blue Moon                |
| 1996                                    | «A Woman’s Touch»                               | 6                      | —                      | 11                     | Blue Moon                |
| 1996                                    | «Me Too»                                        | 1                      | —                      | 6                      | Blue Moon                |
| 1997                                    | «We Were in Love»                               | 2                      | 116                    | 2                      | Dream Walkin             |
| 1997                                    | «I'm So Happy I Can't Stop Crying» (with Sting) | 2                      | 84                     | 4                      | Dream Walkin             |
| 1998                                    | «Dream Walkin'»                                 | 5                      | —                      | 3                      | Dream Walkin             |
| 1998                                    | «Double Wide Paradise»                          | 40                     | —                      | 31                     | Dream Walkin             |
| 1998                                    | «Getcha Some»                                   | 18                     | 102                    | 22                     | Greatest Hits Volume 1   |
| 1999                                    | «If a Man Answers»                              | 44                     | —                      | 63                     | Greatest Hits Volume 1   |
| 1999                                    | «When Love Fades»                               | 44                     | —                      | 58                     | How Do You Like Me Now?! |
| 1999                                    | «How Do You Like Me Now?!»                      | 1                      | 31                     | 1                      | How Do You Like Me Now?! |
| Прочерк «—» означает отсутствие в чарте |                                                 |                        |                        |                        |                          |

#### 2000-е
| Год                                     | Сингл                                                     | Высшая позиция | Высшая позиция | Высшая позиция | Высшая позиция | RIAA | Альбом                       |
| Год                                     | Сингл                                                     | US Country     | US             | US Pop         | CAN            | RIAA | Альбом                       |
| --------------------------------------- | --------------------------------------------------------- | -------------- | -------------- | -------------- | -------------- | ---- | ---------------------------- |
| 2000                                    | «Country Comes to Town»[A]                                | 4              | 54             | —              | —              | —    | How Do You Like Me Now?!     |
| 2000                                    | «You Shouldn't Kiss Me Like This»                         | 1              | 32             | —              | —              | —    | How Do You Like Me Now?!     |
| 2001                                    | «I'm Just Talkin' About Tonight»                          | 1              | 27             | —              | —              | —    | Pull My Chain                |
| 2001                                    | «I Wanna Talk About Me»                                   | 1              | 28             | —              | —              | —    | Pull My Chain                |
| 2002                                    | «My List»                                                 | 1              | 26             | —              | —              | —    | Pull My Chain                |
| 2002                                    | «Courtesy of the Red, White, & Blue (The Angry American)» | 1              | 25             | —              | —              | Gold | Unleashed                    |
| 2002                                    | «Who’s Your Daddy?»                                       | 1              | 22             | —              | —              | —    | Unleashed                    |
| 2003                                    | «Rock You Baby»                                           | 13             | 66             | —              | —              | —    | Unleashed                    |
| 2003                                    | «Beer for My Horses» (with Willie Nelson)                 | 1              | 22             | —              | —              | Gold | Unleashed                    |
| 2003                                    | «I Love This Bar»                                         | 1              | 26             | —              | —              | Gold | Shock’n Y’all                |
| 2003                                    | «American Soldier»                                        | 1              | 28             | —              | —              | Gold | Shock’n Y’all                |
| 2004                                    | «Whiskey Girl»                                            | 1              | 31             | —              | —              | Gold | Shock’n Y’all                |
| 2004                                    | «Stays in Mexico»                                         | 3              | 51             | —              | —              | —    | Greatest Hits, Vol. 2        |
| 2004                                    | «Mockingbird» (with daughter Krystal)                     | 27             | —              | —              | —              | —    | Greatest Hits, Vol. 2        |
| 2005                                    | «Honkytonk U»                                             | 8              | 61             | —              | —              | —    | Honkytonk University         |
| 2005                                    | «As Good as I Once Was»                                   | 1              | 28             | 54             | —              | Gold | Honkytonk University         |
| 2005                                    | «Big Blue Note»                                           | 5              | 55             | —              | —              | —    | Honkytonk University         |
| 2005                                    | «Get Drunk and Be Somebody»                               | 3              | 47             | 64             | —              | —    | White Trash with Money       |
| 2006                                    | «A Little Too Late»                                       | 2              | 53             | —              | —              | —    | White Trash with Money       |
| 2006                                    | «Crash Here Tonight»                                      | 15             | 96             | —              | —              | —    | White Trash with Money       |
| 2007                                    | «High Maintenance Woman»                                  | 3              | 67             | —              | 50             | —    | Big Dog Daddy                |
| 2007                                    | «Love Me If You Can»                                      | 1              | 48             | —              | 76             | —    | Big Dog Daddy                |
| 2007                                    | «Get My Drink On»                                         | 11             | 88             | —              | —              | —    | Big Dog Daddy                |
| 2008                                    | «She's a Hottie»                                          | 13             | 71             | 78             | 85             | —    | 35 Biggest Hits              |
| 2008                                    | «She Never Cried in Front of Me»                          | 1              | 42             | —              | 57             | —    | That Don’t Make Me a Bad Guy |
| 2008                                    | «God Love Her»                                            | 1              | 36             | —              | 54             | Gold | That Don’t Make Me a Bad Guy |
| 2009                                    | «Lost You Anyway»                                         | 10             | 69             | —              | —              | —    | That Don’t Make Me a Bad Guy |
| 2009                                    | «American Ride»                                           | 1              | 35             | —              | —              | Gold | American Ride                |
| 2009                                    | «Cryin' for Me (Wayman's Song)»                           | 6              | 73             | —              | —              | —    | American Ride                |
| Прочерк «—» означает отсутствие в чарте |                                                           |                |                |                |                |      |                              |

#### 2010-е
| Год                                     | Сингл                          | Высшая позиция | Высшая позиция     | Высшая позиция | Высшая позиция | Высшая позиция | Сертификации      | Альбом             |
| Год                                     | Сингл                          | US Country     | US Country Airplay | US             | CAN Country    | CAN            | Сертификации      | Альбом             |
| --------------------------------------- | ------------------------------ | -------------- | ------------------ | -------------- | -------------- | -------------- | ----------------- | ------------------ |
| 2010                                    | «Every Dog Has Its Day»        | 15             | —                  | 102            | —              | 91             |                   | American Ride      |
| 2010                                    | «Trailerhood»                  | 19             | —                  | 97             | —              | —              |                   | Bullets in the Gun |
| 2010                                    | «Bullets in the Gun»           | 12             | —                  | 83             | —              | —              |                   | Bullets in the Gun |
| 2011                                    | «Somewhere Else»               | 12             | —                  | 80             | —              | —              |                   | Bullets in the Gun |
| 2011                                    | «Made in America»              | 1              | —                  | 40             | —              | —              | - US: Gold        | Clancy’s Tavern    |
| 2011                                    | «Red Solo Cup»                 | 9              | —                  | 15             | —              | 27             | - US: 2× Platinum | Clancy’s Tavern    |
| 2012                                    | «Beers Ago»                    | 6              | —                  | 52             | —              | 54             | - US: Gold        | Clancy’s Tavern    |
| 2012                                    | «I Like Girls That Drink Beer» | 18             | 17                 | 102            | —              | 86             |                   | Hope on the Rocks  |
| 2012                                    | «Hope on the Rocks»            | 29             | 18                 | 113            | 40             | —              |                   | Hope on the Rocks  |
| 2013                                    | «Drinks After Work»            | 28             | 17                 | 102            | 30             | 95             |                   | Drinks After Work  |
| 2013                                    | «Shut Up and Hold On»[B]       | 49             | 54                 |                |                | 81             |                   | Drinks After Work  |
| Прочерк «—» означает отсутствие в чарте |                                |                |                    |                |                |                |                   |                    |

## Концертные туры
- Brooks & Dunn’s Neon Circus & Wild West Show 2001
- Unleashed Tour 2002
- Big Throwdown Tour 2004
- Shock’N Y’all Tour 2005
- White Trash With Money Tour 2006
- Hookin' Up & Hangin' Out Tour 2007
- Big Dog Daddy Tour 2007
- Biggest & Baddest Tour 2008—2009
- America’s Toughest Tour 2009
- Toby Keith’s American Ride Tour 2010

## Награды
American Music Awards
- 2002 Favorite Country Album — «Unleashed»
- 2003 Favorite Country Album — «Shock'n Y'all»
- 2003 Favorite Country Male Artist
- 2005 Favorite Country Male Artist

Academy of Country Music
- 2000 Album of the Year — «How Do You Like Me Now?!»
- 2000 Top Male Vocalist
- 2002 Entertainer of the Year
- 2003 Album of the Year — «Shock'n Y'all»
- 2003 Entertainer of the Year
- 2003 Top Male Vocalist
- 2003 Video of the Year вместе с Willie Nelson — «Beer for My Horses»

Country Music Association
- 2001 Male Vocalist of the Year
- 2012 Music Video of the Year «Red Solo Cup»

Billboard
- Country Artist Of The Decade

American Country Awards
- Visionary Artist Award at the Inagural American Country Awards, 2 декабря 2010.

Национальная медаль США в области искусств (2021)
Посвящение в Зал славы кантри (2024)